# Anoectochilus kinabaluensis
Anoectochilus kinabaluensis är en orkidéart som först beskrevs av Robert Allen Rolfe, och fick sitt nu gällande namn av Jeffrey James Wood och Paul Ormerod. Anoectochilus kinabaluensis ingår i släktet Anoectochilus och familjen orkidéer. Inga underarter finns listade i Catalogue of Life.